# Wielka powódź w Paryżu (1910)
Wielka powódź w Paryżu – miała miejsce w stolicy Francji (Paryżu) w okresie od 20 stycznia do 18 lutego 1910. W wyniku obfitych opadów w ciągu tego czasu woda z Sekwany wylała obficie i zalała centrum Paryża. Dworzec kolejowy Gare d'Orsay znalazł się pod wodą, fundamenty Luwru również zostały dotknięte falą powodziową. Na większości ulic w centrum miasta dopuszczono używanie łodzi, a na pozostałych ulicach służby miejskie rozstawiły kładki dla pieszych. Maksymalny poziom w wody w krytycznej fazie powodzi wynosił 8,62 metra.
W wyniku powodzi zniszczeniu uległo 20 000 domów, ponad 200 000 paryżan poniosło straty na skutek powodzi. Szkody wywołane powodzią zostały oficjalnie obliczone na ponad 400 milionów franków, co jest równowartością ponad 1,5 miliarda dolarów.